# Hans Kulla
Hans Kulla (* 1910 in Essen; † 19. August 1956 in Bamberg) war ein deutscher Komponist, Musikpädagoge und Kirchenmusiker.
Er vertonte Fahrtenlieder, die in der Jugendbewegung gesungen wurden, sowie Kinderlieder und schrieb geistliche Chormusik. Er veröffentlichte Liedersammlungen und förderte auf Tagungen, unter anderem in Haus Altenberg und auf Burg Feuerstein, das Wiederaufleben jugendbewegter Kultur nach dem Zweiten Weltkrieg.
Lebensstationen: Studium an der Musikhochschule Köln, Musikreferendar in Halberstadt, Studienrat in Suhl, Volksschullehrer in Faulbach am Main, Jugendarbeit bei der Erzdiözese Bamberg, Musikpädagoge am Deutschen Gymnasium, heute E.T.A. Hoffmann-Gymnasium Bamberg, und Dozent am Institut für Lehrerbildung Bamberg.
Kulla war verheiratet und lebte in Bamberg, er hatte sechs Kinder.

## Veröffentlichungen
- Kinderwelt. Lieder für alte und junge Leute. von Saint-George und Strauf Münster, Lorenz Kraus, Der Quell-Verlag K.H. 1948
- Altenberger Singebuch. Notenausgabe von Adolf Lohmann, Johannes Theissing, Hans Kulla, und Hans Böhringer, Christophorus Verlag, Freiburg im Breisgau. 1949
- Der Lebensbogen, Kulla, Hans. Stuttgart-Sillenbuch, Fidula-Verlag, 1949
- Musik zum Märchensingspiel "Der Kristall" von Hans Kulla von Vier-Türme-Verlag 1950
- Der goldene Ring. Ein Minne-Liederbuch von Hans Kulla, Christophorus Verlag, Freiburg im Breisgau. 1951
- Die neue Fahrt – Lieder der Jungenschaft. Von Hans Kulla, Günter Bernert, und Klaus Franken, Christophorus Verlag, Freiburg im Breisgau 1952.
- Kinderreigen und Kinderlied, Rund herum das ist nicht schwer von Hans Kulla und Waltraud Böhm von Don Bosco Verlag 1953
- Trinklieder alter Meister, Kulla, Hans. – Christophorus Verlag, Freiburg im Breisgau, 1955
- Europäische Lieder, Kulla, Hans. Fidula-Verlag, 1973